# Nicklas Nielsen
Nicklas Nielsen (Hørning, 6 februari 1997) is een Deens autocoureur. In 2021 won hij de 24 uur van Spa-Francorchamps en in 2024 won hij de 24 uur van Le Mans.

## Carrière
Nielsen begon zijn autosportcarrière in het karting op vierjarige leeftijd in 2001. Hij bleef tot 2015 actief in de karts en won tien grote internationale kampioenschappen.
In 2016 stapte Nielsen over naar het formuleracing en debuteerde hij in het ADAC Formule 4-kampioenschap, waarin hij voor Neuhauser Racing reed. Hij behaalde drie podiumplaatsen op de Sachsenring, de Red Bull Ring en de Nürburgring. Met 106 punten werd hij achtste in de eindstand. Hij kwam ook in aanmerking voor het rookieklassement, waar hij met zes overwinningen de titel won. Hiernaast kwam hij uit in de Audi Sport TT Cup, waarin hij een overwinning op het Circuit Zandvoort behaalde. Met 238 punten werd hij derde in de eindstand.
In 2017 bleef Nielsen actief in de ADAC Formule 4, maar stapte hij over naar US Racing. Hij behaalde een overwinning op de Motorsport Arena Oschersleben en eindigde in drie andere races op het podium. Met 128 punten verbeterde hij zichzelf naar de zesde plaats in het kampioenschap.
In 2018 stapte Nielsen over naar de sportwagens en nam hij deel aan de Ferrari Challenge Europe voor het team Formula Racing. In veertien races behaalde hij tien zeges en vier andere podiumplaatsen, waardoor hij met 282 punten overtuigend kampioen werd. Aan het eind van het jaar nam hij deel aan de FIA GT Nations Cup, waarin hij samen met Johnny Laursen voor Team Denemarken derde werd.
In 2019 werd Nielsen officieel fabriekscoureur van Ferrari en debuteerde hij in de GTE-klasse van de European Le Mans Series (ELMS), waarin hij samen met Fabien Lavergne en Alessandro Pier Guidi voor Luzich Racing reed. Het trio behaalde vier zeges op het Circuit Paul Ricard, het Circuit de Barcelona-Catalunya, het Circuit de Spa-Francorchamps en het Autódromo Internacional do Algarve en werd zo met 127 punten kampioen.
In het seizoen 2019-2020 debuteerde Nielsen in het FIA World Endurance Championship (WEC), waarin hij met Emmanuel Collard en François Perrodo in de LMGTE Am-klasse reed. Het trio won de 4 uur van Silverstone en de 6 uur van Spa-Francorchamps en behaalde ook podiumplaatsen in de 6 uur van Fuji, de 24 uur van Le Mans en de 8 uur van Bahrein. Met 167 punten werden zij gekroond tot kampioen in de klasse.
In 2021 begon Nielsen het seizoen in de GT-klasse van de Asian Le Mans Series bij Formula Racing, waar hij een auto deelde met Laursen en Alessio Rovera. Hij behaalde een podiumplaats op het Yas Marina Circuit en werd met 23,5 punten negende in de eindstand. Aansluitend keerde hij terug in het  WEC; Collard werd bij zijn team ten opzichte van het voorgaande seizoen vervangen door Rovera. Met vier overwinningen in de 6 uur van Spa-Francorchamps, de 6 uur van Monza, de 24 uur van Le Mans en de 8 uur van Bahrein werd hij gekroond tot kampioen met 150 punten. Verder nam hij deel aan de GT World Challenge Europe Endurance Cup bij het team Iron Lynx, waar hij met Pier Guidi en Côme Ledogar een team vormde. Zij wonnen de 24 uur van Spa-Francorchamps en werden met 83 punten tot kampioenen gekroond.
In 2022 stapte Nielsen binnen het WEC over naar de LMP2-klasse. Samen met Perrodo en Rovera kwam hij binnen dit kampioenschap ook uit in de Pro-Am-klasse voor AF Corse. Hierin won hij de 1000 mijl van Sebring, de 6 uur van Spa-Francorchamps, de 6 uur van Fuji en de 8 uur van Bahrein. Ook behaalde hij podiumfinishes in de 24 uur van Le Mans en de 6 uur van Monza. Met 177 punten werd hij gekroond tot kampioen. In de ELMS reed hij ook in de LMP2 Pro-Am-klasse bij AF Corse met Perrodo en Rovera. Het trio won de race op Barcelona en behaalde nog drie andere podiumfinishes, waardoor zij met 101 punten derde werden in de eindstand. In de GT World Challenge Europe Endurance Cup reed Nielsen met Miguel Molina en James Calado bij Iron Lynx. Hij behaalde een podiumplaats op Paul Ricard en werd met 37 punten tiende in het klassement.
In 2023 stapte Nielsen binnen het WEC over naar de Hypercar-klasse, waarin hij voor het fabrieksteam van Ferrari een auto deelde met Molina en Antonio Fuoco. Het trio behaalde podiumfinishes in de 1000 mijl van Sebring, de 6 uur van Portimão en de 6 uur van Monza. Ook reed Nielsen met vader en zoon Conrad en Johnny Laursen in de LMGTE-klasse van de ELMS en behaalde hierin een podiumplaats op Spa-Francorchamps. In de GT World Challenge Europe Endurance Cup reed hij samen met Rovera en Robert Shwartzman bij AF Corse. Zij wonnen de seizoensfinale in Barcelona en werden met 36 punten achtste in het klassement.